# エクトル・チュンピタス
エクトル・チュンピタス（Héctor Chumpitaz, 1943年4月12日 - ）は、ペルー出身のサッカー選手、サッカー指導者。テオフィロ・クビジャスやウーゴ・ソティルらとともにペルーサッカー史に残る選手の一人として知られる。
2度のFIFAワールドカップや優勝した1975年のコパ・アメリカでキャプテンを務め、ペルー代表で初めて代表100試合出場を果たした。国際サッカー歴史統計連盟からはダニエル・パサレラと並び20世紀における南米で35番目に偉大なサッカー選手に選ばれ、2011年にはコパ・アメリカの歴代ベストイレブンにも選ばれた。

## 経歴

### クラブ
19歳の時にペルー2部リーグのクラブに加入し、1964年にデポルティーボ・ムニシパルへ移籍し1部リーグデビューした。1966年にウニベルシタリオ・デポルテスへ移籍し、5度リーグ優勝を手にした。また、1972年にはペルーのクラブで初となるコパ・リベルタドーレス決勝に出場した。
1973年には、バルセロナで行われた欧州選抜対南米選抜の試合にキャプテンとして出場し、PK戦の末勝利。この試合によって、El Capitán de Americaという愛称がついた。
1975年にはメキシコのクラブであるCFアトラスへ移籍した。1977年には再びペルーへと戻り、スポルティング・クリスタルに加入。引退までに3度リーグを制した。1984年に現役を引退した。ペルーリーグでは通算456試合に出場して65得点を挙げ、DFにおけるリーグのトップスコアラーとなっている。

### 代表
1965年4月3日、パラグアイ代表戦でペルー代表デビュー。その1月後には1966 FIFAワールドカップ予選にも参加したが、本戦出場は叶わなかった。その4年後にはペルーを1930年以来8大会ぶりのワールドカップ出場へと導いた。
1975年のコパ・アメリカで代表初タイトルを獲得。1978年には自身2度目となるワールドカップ出場を果たした。1982年ワールドカップの予選後に代表を引退した。

## 獲得タイトル

### チームタイトル
ウニベルシタリオ・デポルテス
- プリメーラ・ディビシオン：5回（1966, 1967, 1969, 1971, 1974）

スポルティング・クリスタル
- プリメーラ・ディビシオン：3回（1979, 1980, 1983）

ペルー代表
- コパ・アメリカ：1回（1975）

### 個人タイトル
- 南米最優秀DF：2回（1969, 1971）
- 100人の偉大なサッカー選手（2000）[3]
- 過去50年南米オールスター（2008）